# Evaporador sobrealimentado

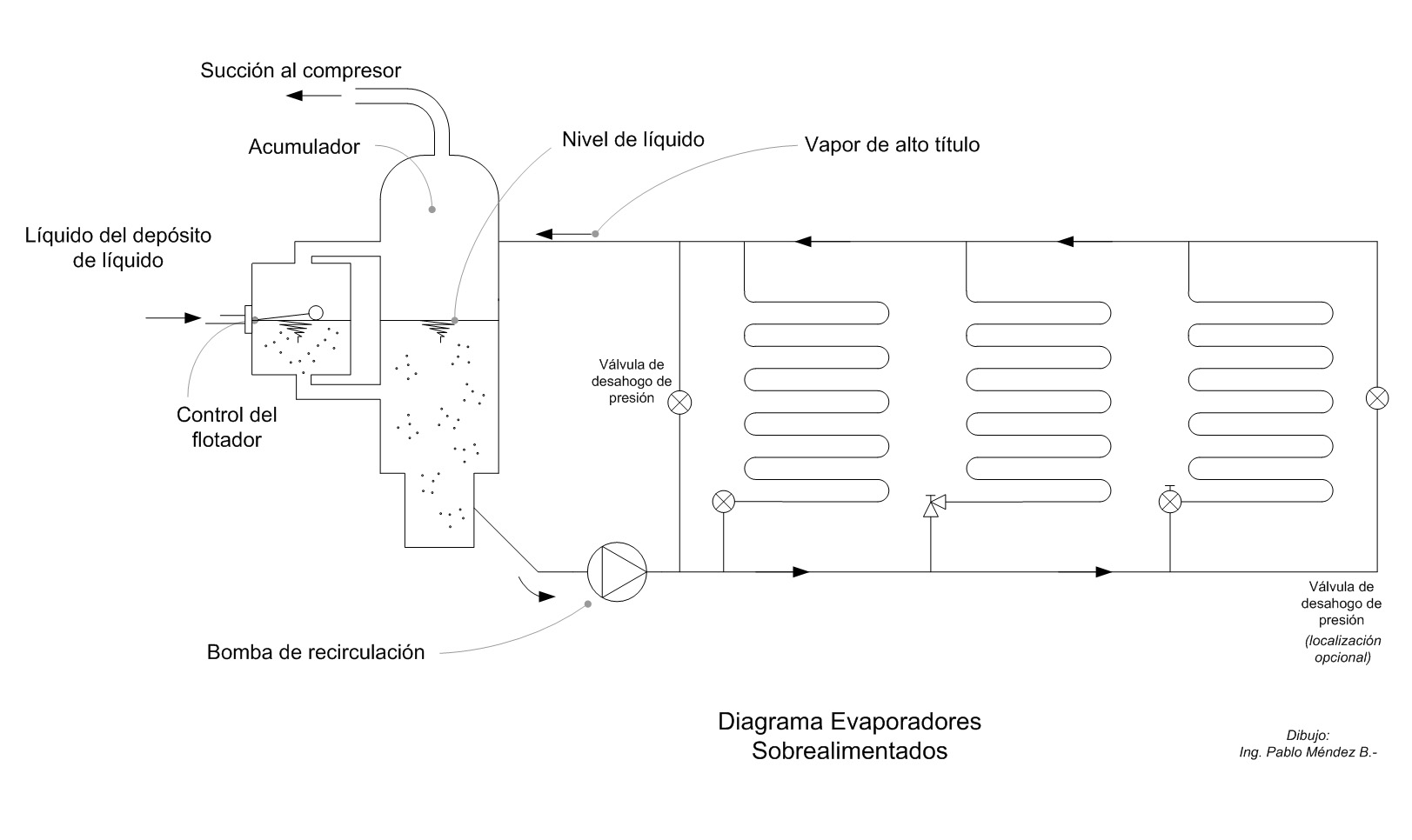
Esquema de Evaporadores sobrealimentados.

Un evaporador sobrealimentado es aquel en el cual la cantidad de refrigerante líquido en circulación a través del evaporador ocurre con considerable exceso y que además puede ser vaporizado. El exceso del líquido es separado del vapor en un receptor de baja presión o acumulador y es recirculado hacia el evaporador, mientras que el vapor es extraído por la succión del compresor. Los rangos de razón de circulación son desde un valor de 2 a 1 hasta valores altos de 6 o 7 a 1, se usan los rangos altos con amoníaco y los bajos con los refrigerantes 12, 22, y 502. Un rango de circulación de 3 a 1 indica que se tiene en circulación tres tantos de líquido circulando que pueden ser vaporizados, en cuyo caso la composición de refrigerante en el cubo de regreso al acumulador estará compuesta por peso, de dos partes de líquido y una parte de vapor. Con una recirculación adecuada del líquido el humedecimiento de la superficie interior del tubo y el rendimiento en los evaporadores sobrealimentados son similares a los que se tienen con aquellos que trabajan completamente inundados. La razón óptima de recirculación para tener el mejor rendimiento en el evaporador, varía con un gran número de factores y a veces es difícil de predecirlas. A fin de lograr el rendimiento estipulado, es importante que el fabricante de evaporadores haga recomendaciones lo más aproximadas posibles. Como en el caso de evaporadores de expansión seca, el flujo másico de líquido en los evaporadores sobrealimentados es controlado por algún dispositivo de expansión, por lo general una válvula de expansión manual o un orificio diseñado o ajustado para obtener el flujo máximo necesario para cuando se tengan las cargas pico.

## Aplicaciones
Los evaporadores sobrealimentados son más comúnmente utilizados en sistemas de evaporador múltiple, resultando más económicos. Mientras que para un evaporador simple se tienen pocas dificultades para controlar la razón de recirculación, el balanceo en un sistema de evaporador múltiple es más tedioso, pero se facilita más al aumentarse la razón de recirculación. Por este motivo, las razones de recirculación generalmente son mayores para un sistema de evaporador múltiple que para un evaporador simple. A fin de prevenir una sobrealimentación excesiva en los evaporadores activos, se instala una válvula de desahogo en el lado de descarga de la bomba para regresar líquido al receptor de baja presión cuando no están funcionando uno o más de los evaporadores del sistema frigorífico.